# آرت كولينز (كرة سلة)
آرت كولينز (بالإنجليزية: Art Collins)‏ مواليد 14 أبريل 1954 في ساندرفيل، هو لاعب كرة سلة أمريكي سابق. بدأ مسيرته الاحترافية في سنة 1976. تم اختياره من قبل فريق بوسطن سيلتكس خلال الدرافت. حمل الرقم 44. يبلغ طوله 6 قدم 4 بوصة (1.9 م). اعتزل اللعب في 1981.

## روابط خارجية
- آرت كولينز على موقع إن بي أي (الإنجليزية)
- آرت كولينز على موقع سبورتس رفرنس (الإنجليزية)
- آرت كولينز على موقع ريلجم (الإنجليزية)
- آرت كولينز على موقع بروبوليرز (الإنجليزية)